# Zeylanacris
Zeylanacris is een geslacht van rechtvleugeligen uit de familie veldsprinkhanen (Acrididae). De wetenschappelijke naam van dit geslacht is voor het eerst geldig gepubliceerd in 1944 door Rehn.

## Soorten
Het geslacht Zeylanacris omvat de volgende soorten:
- Zeylanacris cingalensis Kirby, 1914
- Zeylanacris continentalis Willemse, 1962
- Zeylanacris crassibrachiatus Henry, 1933